# Râul Izvoarele, Bașeu
Râul Izvoarele este un curs de apă, afluent al râului Podriga. 